# Сага о Стурлунгах
«Сага о Стурлунгах» (исл. Sturlunga saga) — компиляция «саг о недавних событиях», составленная в Исландии примерно в 1300 году. Её смысловым ядром является «Сага об Исландцах».

## Значение
«Сага о Стурлунгах» отличается от других компиляций саг тем, что включённые в её состав тексты являются всеобъемлющим описанием истории Исландии в период, непосредственно предшествовавший времени составления (1110—1274). Её составитель старался создать из разнородных произведений логически и хронологически связное повествование, чтобы показать предысторию подчинения Исландии норвежской короне. Советский исследователь М. Стеблин-Каменский пишет об отличающей сагу «чрезвычайной дотошности в изложении фактов». Только в составе «Саги о Стурлунгах» сохранились многие произведения исландской литературы, характеризующиеся высокой степенью исторической достоверности и выдающимися литературными достоинствами.

## Авторство и история текста
Составителем «Саги о Стурлунгах», вероятно, был лагман Торд сын Нарви с Перевала [из Ущелья] (Þórðr Narfason á Skarði, умер в 1308 году). Впервые это предположение было высказано в 1878 году Гвюдбрандюром Вигфуссоном и с тех пор не оспаривалось. Иногда делается уточнение, что составителем мог быть брат Торда Торлак, но последний умер пятью годами раньше (в 1303 году) и надолго покидал Исландию именно в те годы, когда, вероятно, составлялась «Сага».
«Сага о Стурлунгах» сохранилась в двух редакциях XIV века (обе имеют значительные лакуны) — «Книга Крюкового фьорда» (Króksfjarðarbók, AM 122 a fol, примерно 1350—1370) и «Книга Фьорда дымов» (Reykjafjarðarbók, AM 122 b fol, примерно 1375—1400) — и в ряде бумажных списков XVII века, сделанных с копии «Книги Фьорда дымов». Есть предположение, что составители обеих редакций могли как сокращать текст саги, так и добавлять в неё другие тексты, в том числе и собственного сочинения.
Первое издание саги увидело свет в 1817—1820 годах в Копенгагене под названием «Сага о Стурлунгах, или Большая Сага об Исландцах».

## Содержание
- Прядь о Гейрмунде Адская Кожа (Geirmundar þáttr heljarskinns)
- Сага о Торгильсе и Хавлиди (Þorgils saga ok Hafliða)
- Генеалогии (Ættartölur)
- Прядь о Людях из Ястребиной Долины (Haukdæla þáttr)
- Сага о Стурле [Старом] (Sturlu saga)
- Пролог (Formáli)
- Сага о священнике Гудмунде [сыне Ари] Добром (Prestsaga Guðmundar goða)
- Сага о Гудмунде Достойном (Guðmundar saga dýra)
- Сага о Хравне сыне Свейнбьёрна (Hrafns saga Sveinbjarnarsonar)
- Сага об Исландцах (Íslendinga saga)
- Сага о Торде Какали (Þorðar saga kakala)
- Сага о Людях со Свиной Горы (Svínfellinga saga)
- Сага о Торгильсе Заячья Губа (Þorgils saga skarða)
- Прядь о Стурле (Sturlu þáttr)
- Сага об Ароне сыне Хьёрлейва (Arons saga)
- Отрывки (Smákaflar og brot)

## Переводы на русский язык
- Прядь о Гейрмунде Адская Кожа (пер. В. Ю. Барышникова в кн.: CURSOR MUNDI: Человек Античности, Средневековья и Возрождения. Вып. 1. Иваново, 2008. С. 145—168);

- Сага о Гудмунде Достойном (пер. И. В. Свердлова в кн.: Дж. Л. Байок. Исландия эпохи викингов. М., 2012. С. 607—680, прим. с. 757—764);

- Сага об Исландцах (пер. А. В. Циммерлинга в кн.: Стурла Тордарсон. Сага об исландцах / Пер. с древнеисландского языка, общая редакция и комментарии А. В. Циммерлинга. Спб.: Алетейя, 2007. 512 с. — в этой книге был анонсирован выпуск всех текстов, входящих в «Сагу о Стурлунгах», в семи томах[3], но эта книжная серия всё ещё не увидела свет);

- Сага об Ароне сыне Хьёрлейва (пер. А. В. Циммерлинга в кн.: Исландские саги / Пер. прозаич. текста с древнеисл., общ. ред и коммент. А. В. Циммерлинга; стихи в пер. А. В. Циммерлинга и С. Ю. Агишева / Под ред. С. Ю. Агишева, А. В. Бусыгина, В. В. Рыбакова. Т. 2. М., 2004. С. 246—286, прим. с. 369—427).